# 낙제 기사의 영웅담
《낙제 기사의 영웅담》(일본어: 落第騎士の英雄譚 라쿠다이 키시노 캬바루리[*])은 미소라 리쿠가 작성한 일본의 라이트 노벨이다. 일러스트는 온(をん)이 담당했다. GA문고(SB 크리에이티브)에서 2013년 7월부터 2023년 12월까지 간행되었다. 2017년 2월 시점에서 시리즈 누계 발행 부수는 150만 부를 기록했다.
2014년 4월에는 간간 온라인(스퀘어 에닉스)에서 만화가 연재되었고, 2015년 3월에는 애니메이션화가 발표되었다.

## 간행 목록

### 라이트노벨
미소라 리쿠 (저)/온 (일러스트), SB 크리에이티브 〈GA문고〉, 전 19권+단편집 1권
본편
| 권수       | 초판 제1쇄 발행일 | 발매일           | ISBN |
| ---------- | ----------------- | ---------------- | --- |
| 1          | 2013년 7월 31일   | 2013년 7월 13일  | ISBN 978-4-7973-7468-1                                                                                                |
| 2          | 2013년 10월 31일  | 2013년 10월 15일 | ISBN 978-4-7973-7548-0                                                                                                |
| 3          | 2014년 1월 31일   | 2014년 1월 15일  | ISBN 978-4-7973-7641-8                                                                                                |
| 4          | 2014년 4월 30일   | 2014년 4월 15일  | ISBN 978-4-7973-7720-0                                                                                                |
| 5          | 2014년 8월 31일   | 2014년 8월 12일  | ISBN 978-4-7973-7754-5                                                                                                |
| 6          | 2014년 12월 31일  | 2014년 12월 15일 | ISBN 978-4-7973-8031-6 ISBN 978-4-7973-8135-1(입체 마우스 패드 포함 한정판)                                           |
| 영(단편집) | 2015년 3월 31일   | 2015년 3월 14일  | ISBN 978-4-7973-8290-7                                                                                                |
| 7          | 2015년 5월 31일   | 2015년 5월 15일  | ISBN 978-4-7973-8352-2                                                                                                |
| 8          | 2015년 10월 31일  | 2015년 10월 15일 | ISBN 978-4-7973-8470-3 ISBN 978-4-7973-8471-0(드라마 CD 포함 한정 특장판)                                             |
| 9          | 2015년 12월 31일  | 2015년 12월 15일 | ISBN 978-4-7973-8514-4                                                                                                |
| 10         | 2016년 4월 30일   | 2016년 4월 15일  | ISBN 978-4-7973-8731-5                                                                                                |
| 11         | 2017년 1월 31일   | 2017년 1월 14일  | ISBN 978-4-7973-8943-2                                                                                                |
| 12         | 2017년 4월 30일   | 2017년 4월 15일  | ISBN 978-4-7973-9198-5                                                                                                |
| 13         | 2017년 10월 31일  | 2017년 10월 13일 | ISBN 978-4-7973-9317-0 ISBN 978-4-7973-9355-2(드라마 CD 포함 한정 특장판)                                             |
| 14         | 2018년 4월 30일   | 2018년 4월 12일  | ISBN 978-4-7973-9586-0                                                                                                |
| 15         | 2018년 10월 31일  | 2018년 10월 11일 | ISBN 978-4-7973-9901-1                                                                                                |
| 16         | 2019년 4월 30일   | 2019년 4월 15일  | ISBN 978-4-8156-0244-4                                                                                                |
| 17         | 2019년 11월 30일  | 2019년 11월 15일 | ISBN 978-4-8156-0382-3                                                                                                |
| 18         | 2020년 6월 30일   | 2020년 6월 12일  | ISBN 978-4-8156-0643-5                                                                                                |
| 19         | 2023년 12월 31일  | 2023년 12월 15일 | ISBN 978-4-8156-2167-4 ISBN 978-4-8156-2166-7(화집 포함 특장판) ISBN 978-4-8156-2354-8(화집 & 태피스트리 포함 특장판) |

### 만화
쿠우로 메구미 (작화), 스퀘어 에닉스 〈간간ONLINE〉, 전 11권
| 권수 | 초판 발행일      | 발매일           | ISBN                   |
| ---- | ---------------- | ---------------- | ---------------------- |
| 1    | 2014년 12월 12일 | 2014년 12월 12일 | ISBN 978-4-7575-4493-2 |
| 2    | 2015년 3월 13일  | 2015년 3월 13일  | ISBN 978-4-7575-4605-9 |
| 3    | 2015년 5월 13일  | 2015년 5월 13일  | ISBN 978-4-7575-4637-0 |
| 4    | 2015년 10월 14일 | 2015년 10월 14일 | ISBN 978-4-7575-4755-1 |
| 5    | 2015년 12월 11일 | 2015년 12월 11일 | ISBN 978-4-7575-4824-4 |
| 6    | 2016년 4월 13일  | 2016년 4월 13일  | ISBN 978-4-7575-4944-9 |
| 7    | 2016년 10월 13일 | 2016년 10월 13일 | ISBN 978-4-7575-5091-9 |
| 8    | 2017년 1월 12일  | 2017년 1월 12일  | ISBN 978-4-7575-5216-6 |
| 9    | 2017년 6월 13일  | 2017년 6월 13일  | ISBN 978-4-7575-5340-8 |
| 10   | 2017년 10월 11일 | 2017년 10월 11일 | ISBN 978-4-7575-5496-2 |
| 11   | 2018년 4월 12일  | 2018년 4월 12일  | ISBN 978-4-7575-5651-5 |

### 앤솔로지
아야카와 리쿠・천신 우메마루・야지마 Index・이토 히로미네・나가루 효고 (작화), SB 크리에이티브〈GA문고〉
| 타이플                                  | 초판 발행일      | 발매일           | ISBN                   |
| --------------------------------------- | ---------------- | ---------------- | ---------------------- |
| 낙제 기사의 영웅담 앤솔로지 feat.스텔라 | 2014년 12월 31일 | 2014년 12월 15일 | ISBN 978-4-7973-8220-4 |

## TV 애니메이션
2015년 10월부터 12월까지 TOKYO MX 등에서 방송되었다. SILVER LINK.에게 있어서는 처음으로 타사와 공동 제작한 작품이다.

### 스태프
- 원작 - 미소라 리쿠
- 캐릭터 원안 - 온
- 감독 - 오오누마 신
- 시리즈 디렉터 - 타마무라 진
- 시리즈 구성 - 야스카와 쇼고
- 캐릭터 디자인 - 코마츠바라 키요시
- 프롭 디자인 - 묘우친 우사쿠
- 디바이스 디자인 - 타카세 켄이치
- 액션 디렉터 - 오히라 타케오
- 미술 감독 - 코가 토오루
- 색채 설계 - 야마구치 마나미
- 3D 감독 - 하마무라 토시로
- 촬영 감독 - 히로오카 가쿠
- 편집 - 츠보네 켄타로
- 음향 감독 - 아케타가와 진
- 음악 - 나카가와 코타로
- 음악 제작 - 플라잉 독
- 프로듀서 - 쿠로사와 노리히로, 나카야마 타쿠야, 나가세 나츠코, 야나무라 츠토무, 후카오 사토시, 카시와기 유타카(1~4화)→이소가이 노리토모(5~12화), 이토 쇼세이
- 애니메이션 프로듀서 - 나카가와 지로
- 애니메이션 제작 - SILVER LINK., Nexus
- 제작 - 「낙제 기사의 영웅담」 제작위원회

### 주제가
오프닝 테마 「아이덴티티」(アイデンティティ)
작사・작곡・편곡・노래 - 사카이 미키오

엔딩 테마 「바라밀연화」(波羅蜜恋華)
작사 - 타카라노 아리카 / 작곡・편곡 - 카타쿠라 미키야 / 노래 - ALI PROJECT
제 12화 삽입곡「각성의 무의식」(覚醒の無意識)
작사・작곡・편곡・노래 - 사카이 미키오

### 각화 리스트
| 화수 | 일본어 부제        | 번역 부제           | 각본            | 그림 콘티         | 연출                          | 액션 작화감독                 | 작화감독 | 총작화감독                           |
| ---- | ------------------ | ------------------- | --------------- | ----------------- | ----------------------------- | ----------------------------- | --- | ------------------------------------ |
| #1   | 落第騎士 I         | 낙제 기사 I         | 야스카와 쇼고   | 타마무라 히토시   | 타마무라 히토시               | 타카세 켄이치                 | 코마츠바라 히지리 마츠오카 히데아키 무라카미 류노스케 타케모토 다이스케 야마모토 아키토모                        | 코마츠바라 히지리                    |
| #2   | 落第騎士 II        | 낙제 기사 II        | 야스카와 쇼고   | 사와 코우지       | 요코타 잇페이                 | 나카니시 카즈야               | 노다 야스유키 요치                                                                                               | 노다 야스유키 요치 코마츠바라 히지리 |
| #3   | 落第騎士 III       | 낙제 기사 III       | 야스카와 쇼고   | 오오누마 신       | 오오누마 신 이노우에 케이스케 | 타카세 켄이치                 | 야마모토 아키토모 노자와 요시키                                                                                  | 코마츠바라 히지리                    |
| #4   | 落第騎士 IV        | 낙제 기사 IV        | 야스카와 쇼고   | 토쿠모토 요시노부 | 토쿠모토 요시노부             | 나카니시 카즈야               | 묘친 노키사쿠 나카니시 카즈야                                                                                    | 노다 야스유키 요치 코마츠바라 히지리 |
| #5   | 皇女の体験         | 황녀의 체험         | 카와나베 토시   | 니헤이 유우이치   | 노가미 카즈오                 | 타카세 켄이치                 | 이시도 노부하루 노우미 치카                                                                                      | 코마츠바라 히지리                    |
| #6   | 剣士殺し I         | 검사 죽이기 I       | 카와나베 토시   | 토쿠모토 요시노부 | 토쿠모토 요시노부             | 나카니시 카즈야               | 키타하라 다이치                                                                                                  | 노다 야스유키 요치 코마츠바라 히지리 |
| #7   | 剣士殺し II        | 검사 죽이기 II      | 이노츠메 신이치 | 호소다 나오토     | 타카무라 유우타               | 타카세 켄이치                 | 차명준 이가이 카즈유키 코지마 에리 오오츠카 케이하나 사토 코노미 미츠이 마스에 세키구치 마사히로 후루카와 히데키 | 코마츠바라 히지리                    |
| #8   | 剣士殺し III       | 검사 죽이기 III     | 이노츠메 신이치 | 사와 코우지       | 사와 코우지                   | 타카세 켄이치                 | 야마모토 아키토모 하시구치 하야토 노자와 요시키 마츠오카 히데아키 오가타 아츠시 시바타 시로                      | 코마츠바라 히지리                    |
| #9   | 皇女の休日         | 황녀의 휴일         | 야스카와 쇼고   | 지미 스톤         | 지미 스톤 토쿠모토 요시노부   | 나카니시 카즈야               | 묘친 노키사쿠 요치                                                                                               | 노다 야스유키 요치                   |
| #10  | 深海の魔女 VS 雷切 | 심해의 마녀 VS 뇌절 | 카와나베 토시   | 토쿠모토 요시노부 | 토쿠모토 요시노부             | 나카니시 카즈야               | 요치 나카니시 카즈야 묘친 소라사쿠 키타하라 다이치                                                               | 노다 야스유키 요치                   |
| #11  | 無冠の剣王 I       | 무관의 검왕 I       | 이노츠메 신이치 | 니헤이 유우이치   | 후쿠타 쥰                     | 타카세 켄이치                 | 노자와 요시키 야마모토 아키토모 키타하라 아키오 사노 에리 마츠오카 히데아키                                      | 코마츠바라 히지리                    |
| #12  | 無冠の剣王 II      | 무관의 검왕 II      | 야스카와 쇼고   | 사와 코우지       | 토쿠모토 요시노부 오오누마 신 | 나카니시 카즈야 타카세 켄이치 | 요치 노다 야스유키 나카니시 카즈야 묘친 소라사쿠 키타하라 다이치 야마모토 아키토모                               | 코마츠바라 히지리 요치 노다 야스유키 |

### BD / DVD
| 권 | 발매일           | 수록화          | 규격품번  | 규격품번  |
| 권 | 발매일           | 수록화          | BD        | DVD       |
| -- | ---------------- | --------------- | --------- | --------- |
| 1  | 2015년 12월 25일 | 제1화 - 제2화   | MFXN-0031 | MFBN-0025 |
| 2  | 2016년 1월 27일  | 제3화 - 제4화   | MFXN-0032 | MFBN-0026 |
| 3  | 2016년 2월 24일  | 제5화 - 제6화   | MFXN-0033 | MFBN-0027 |
| 4  | 2016년 3월 23일  | 제7화 - 제8화   | MFXN-0034 | MFBN-0028 |
| 5  | 2016년 4월 27일  | 제9화 - 제10화  | MFXN-0035 | MFBN-0029 |
| 6  | 2016년 5월 25일  | 제11화 - 제12화 | MFXN-0036 | MFBN-0030 |

### Web 라디오
"이시가미 시즈카와 토우야마 나오의 영웅담 RADIO"의 타이틀로 2015년 10월 2일부터 2016년 1월 15일까지 온센, 애니메이트 TV에서 방송된 Web 라디오 방송이다. 매주 금요일에 갱신되었다. 진행자는 이시가미 시즈카(스텔라 버밀리온 역)와 토우야마 나오(쿠로가네 시즈쿠 역)이 맡았다.

## 논란
1권에서 제2차 세계 대전의 승전국이 일본이라는 표현으로 논란이 되고 있다. 이는 스텔라와 신구지 쿠로노 사이에서의 대화에서 나왔으며 극동의 영웅 사무라이 료마는 주인공의 증조부라고 묘사되어 있다. 애니판에서는 이를 료마가 전쟁 영웅이라 하지만 그 전쟁이 무슨 전쟁인지 언급되지 않았다고 순화했다. 때문에 네티즌들은 이에 대해 일본을 승전국으로 만든 극우 작품이라고 비판하였으며 해당 애니판이 애니플러스의 2015년 4분기 라인업에 들어가있다는 이유로 소니애니 -SUPER SONICO THE ANIMATION- 이후 극우 작품 수입에 대한 논란이 일었다. 애니플러스 측은 애니화가 문제가 되는 설정은 삭제되었고, 후에 추가 문제가 발생하면 조치하겠다는 입장이었으나 논란은 피할 수가 없었다. 하지만 1권 이후 일본은 수상이 제국주의를 저지하여 정상적인 국가가 되었다는 설정이 되었고 제국주의를 비판하는 묘사가 많이 나오는 가 하면 작중에서 일어나는 테러 사건이 일본 정부의 음모로 인해 일어난 것으로, 그들의 목적은 제2차 세계 대전 승전 당시 수상에 의해 저지당한 제국주의를 부활시키려 했다는 전개가 펼쳐지면서 이러한 논란은 사그라들었다.